# Eupithecia agnesata
Eupithecia agnesata är en fjärilsart som beskrevs av Taylor 1908. Eupithecia agnesata ingår i släktet Eupithecia och familjen mätare. Inga underarter finns listade i Catalogue of Life.